# Stammheim ZH
| ZH ist das Kürzel für den Kanton Zürich in der Schweiz. Es wird verwendet, um Verwechslungen mit anderen Einträgen des Namens Stammheim zu vermeiden. |

Luftbild von Werner Friedli (1956) von Oberstammheim (vorne) und Unterstammheim (hinten).

Stammheim (Ostschweizer Dialekt: Stamme) ist eine am 1. Januar 2019 gebildete politische Gemeinde im Kanton Zürich (Bezirk Andelfingen), die aus der Fusion der vormaligen politischen Gemeinden Oberstammheim, Unterstammheim und Waltalingen hervorging. Die Gemeinde zählt 2902 Einwohner und erstreckt sich auf einer Fläche von 2396 Hektaren.

## Wappen
Blasonierung:
In Rot pfahlweise ein goldener Stamm mit drei Aststummeln

## Geographie
Stammheim liegt im nordöstlichen Zipfel des Kantons Zürich im Zürcher Weinland. Die Gemeinde umfasst die Orte Ober- und Unterstammheim, Waltalingen, Guntalingen, die zürcherische Hälfte von Wilen bei Neunforn und den Weiler Girsberg. Die nördliche, östliche und südliche Gemeindegrenze bildet zugleich einen Teil der Kantonsgrenze zum Kanton Thurgau. Das Stammertal, in dem die Gemeinde liegt, ist eine glaziale Landschaft mit einer Vielzahl von Drumlins und anderen geomorphologischen Erscheinungsformen. Im Norden des Gemeindegebiets befindet sich der Stammerberg.
55,3 % der Gemeindefläche werden landwirtschaftlich genutzt, 34,6 % sind bewaldet, 5,4 % sind Siedlungs- und 4,1 % Verkehrsfläche, 0,3 % sind Gewässer und 0,4 % unproduktive Fläche (Stand 2018).

## Bevölkerung
| Jahr      | 1746 * | 1850 * | 1900 * | 1950 * | 2000 | 2005 | 2010 | 2015 | 2020 | 2022 |
| --------- | ------ | ------ | ------ | ------ | ---- | ---- | ---- | ---- | ---- | ---- |
| Einwohner | 1615   | 2464   | 2001   | 1910   | 2584 | 2664 | 2646 | 2771 | 2858 | 2873 |

## Politik
Gemeindepräsidentin ist Beatrice Ammann (parteilos, Stand 2023).
Bei der Nationalratswahl 2019 erreichten die Parteien folgende Wähleranteile: SVP 37,12 %, FDP 20,37 %, Grüne 10,29 %, glp 10,07 %, SP 9,66 %, EVP 3,84 %, BDP 2,41 %, EDU 2,11 %, CVP 2,10 % und andere (8) 2,02 %.
Die Wähleranteile bei der Nationalratswahl 2023: SVP 36,32 % (−0,79 %), FDP 14,81 % (−5,57 %), SP 13,51 % (+3,85 %), Die Mitte 12,51 % (+8,00 %), glp 7,59 % (−2,48 %), Grüne 6,31 % (−3,97 %), EVP 3,31 % (−0,53 %), EDU 2,68 % (+0,57 %), Aufrecht Zürich 1,17 %, andere (11) 1,77 %.

## Sehenswürdigkeiten
- Schloss Schwandegg bei Waltalingen
- Schloss Girsberg bei Guntalingen
- Galluskapelle in Oberstammheim mit mittelalterlichen Fresken
- Die reformierte Kirche Waltalingen mit ihren zum Teil gut erhaltenen Fresken aus dem Mittelalter
- Das gut erhaltene Gemeindehaus, welches seit 1530 genutzt wird
- Aussichtsturm Vorderhütten auf dem Stammerberg

Dazu gilt Stammheim als eines der besterhaltenen Riegelbaudörfer in der Schweiz. Um dies zu erhalten, werden am Dorfkern wenige bis gar keine Neu- oder Umbauten vorgenommen. Einige der Gebäude stehen unter Denkmalschutz.

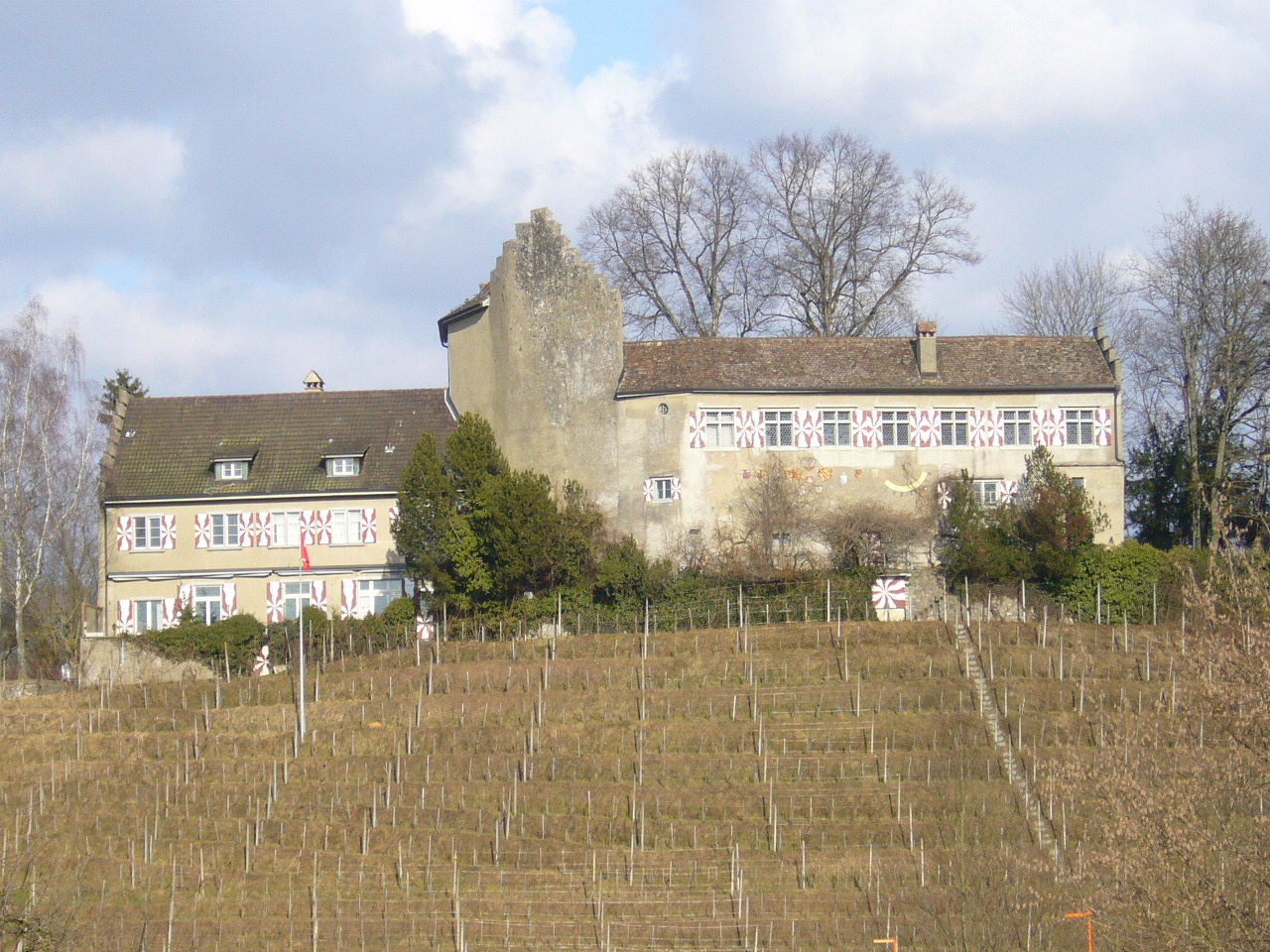
Schloss Schwandegg in Waltalingen
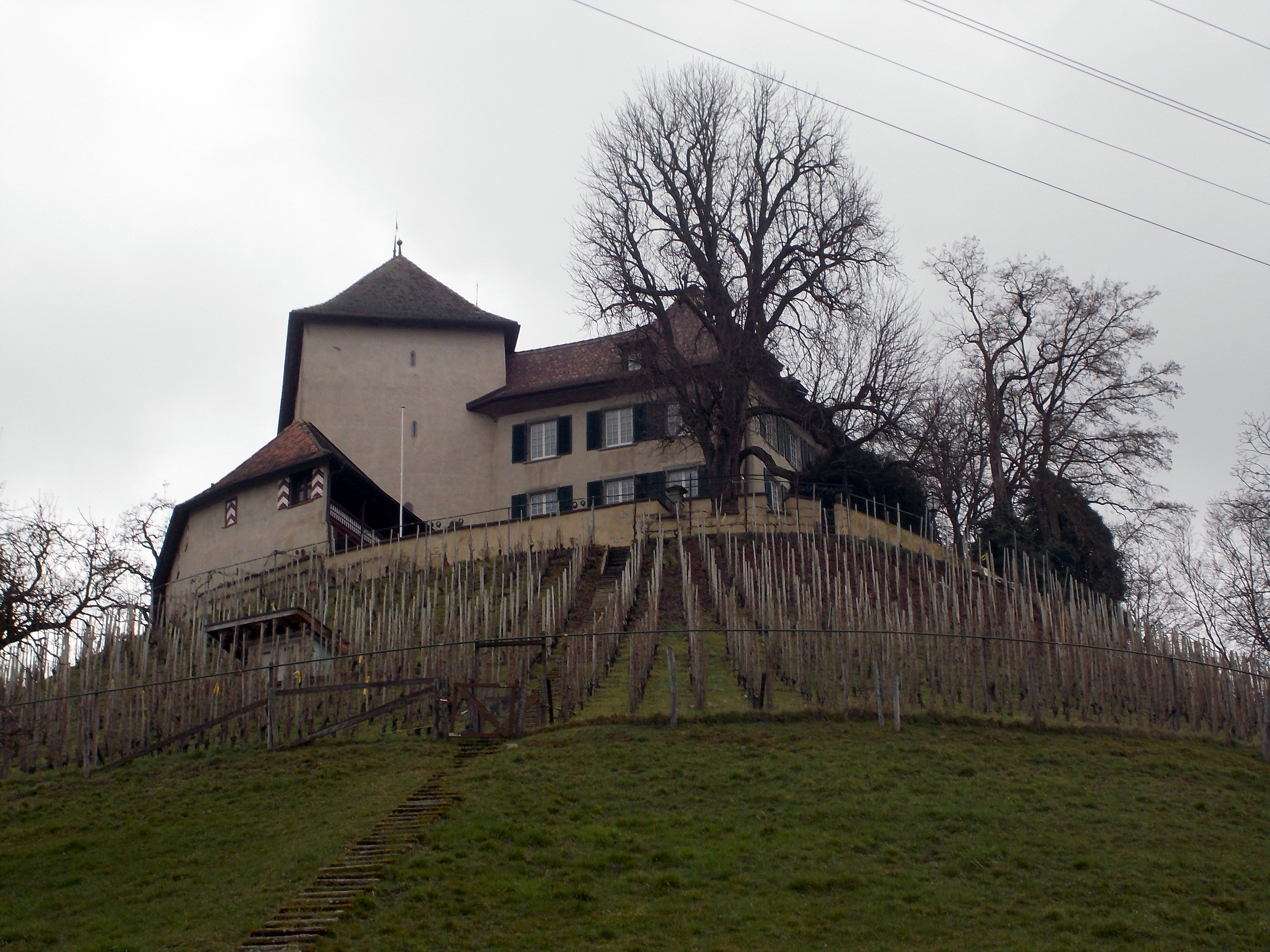
Schloss Girsberg bei Guntalingen
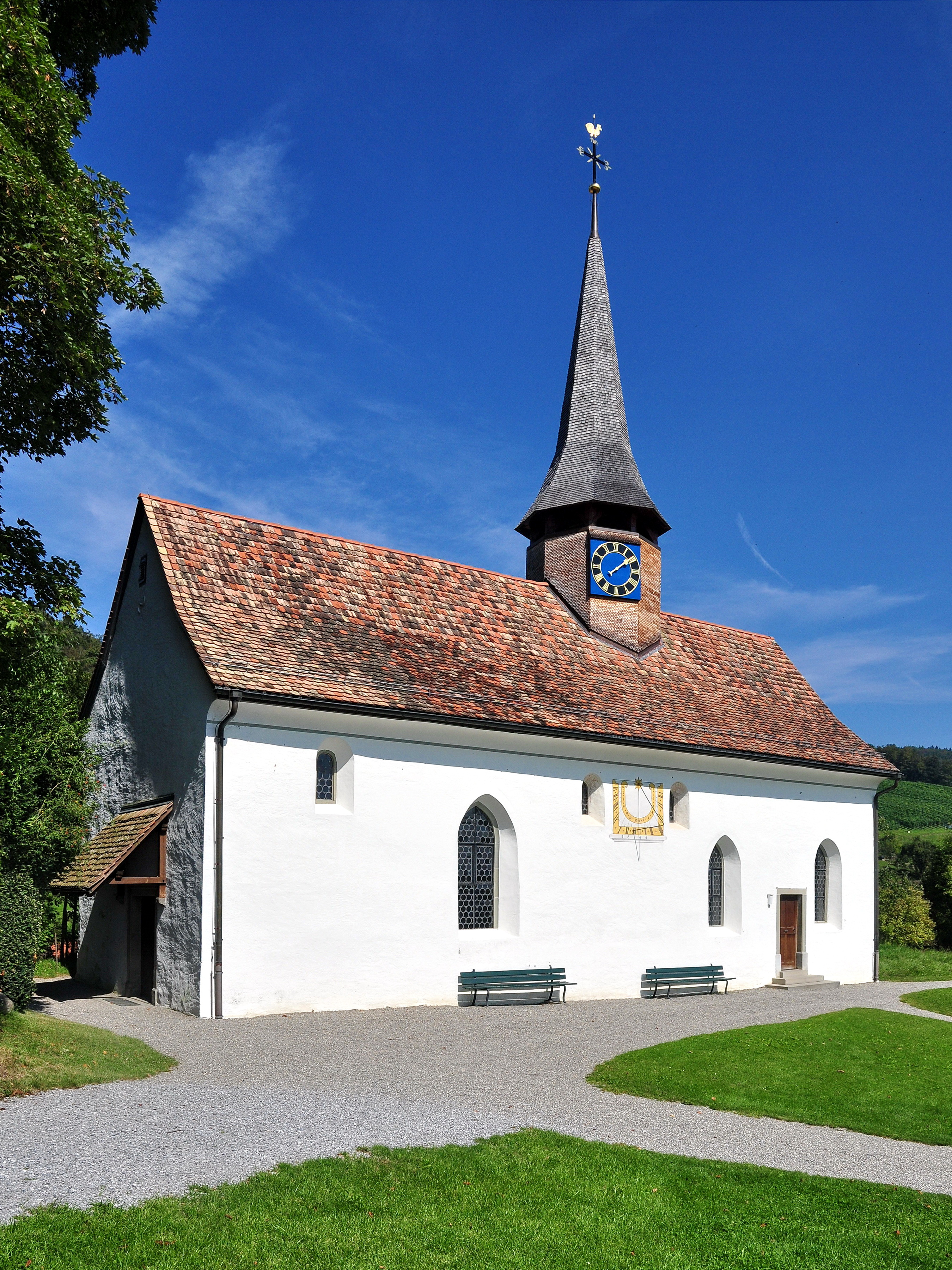
Reformierte Galluskapelle, Chilenbückli
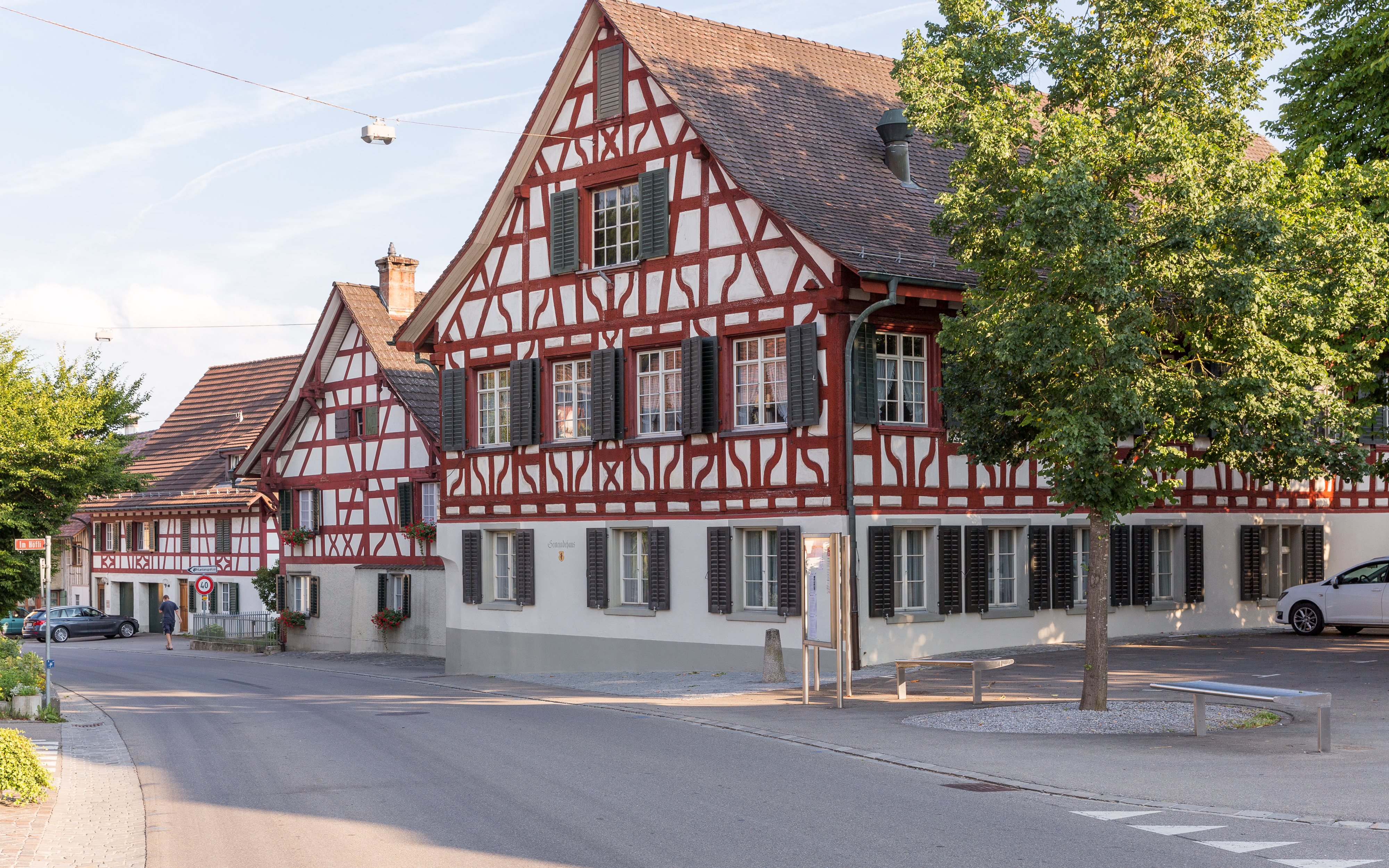
Ortskern
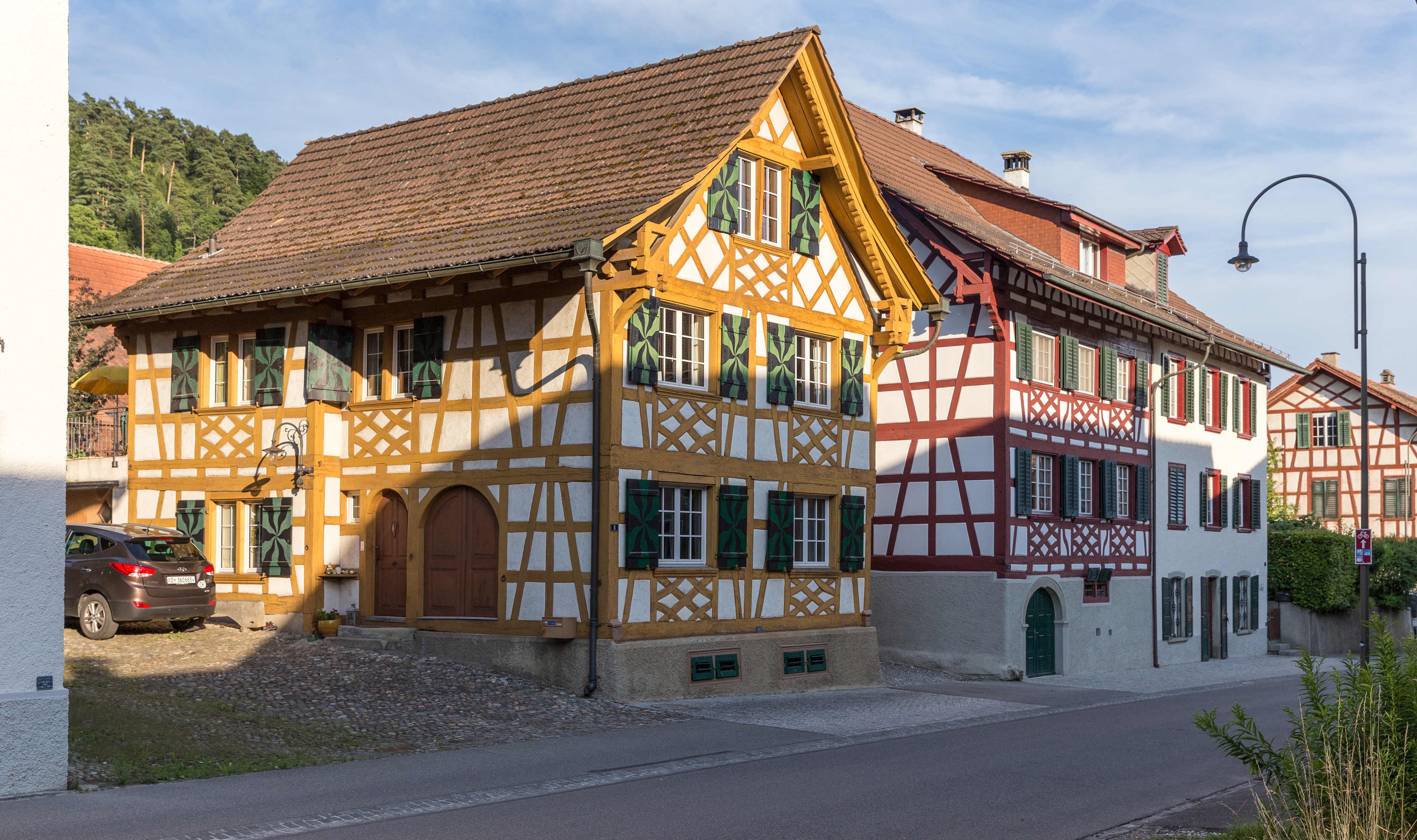
Riegelhäuser Kellhofstrasse 8, 4 und andere
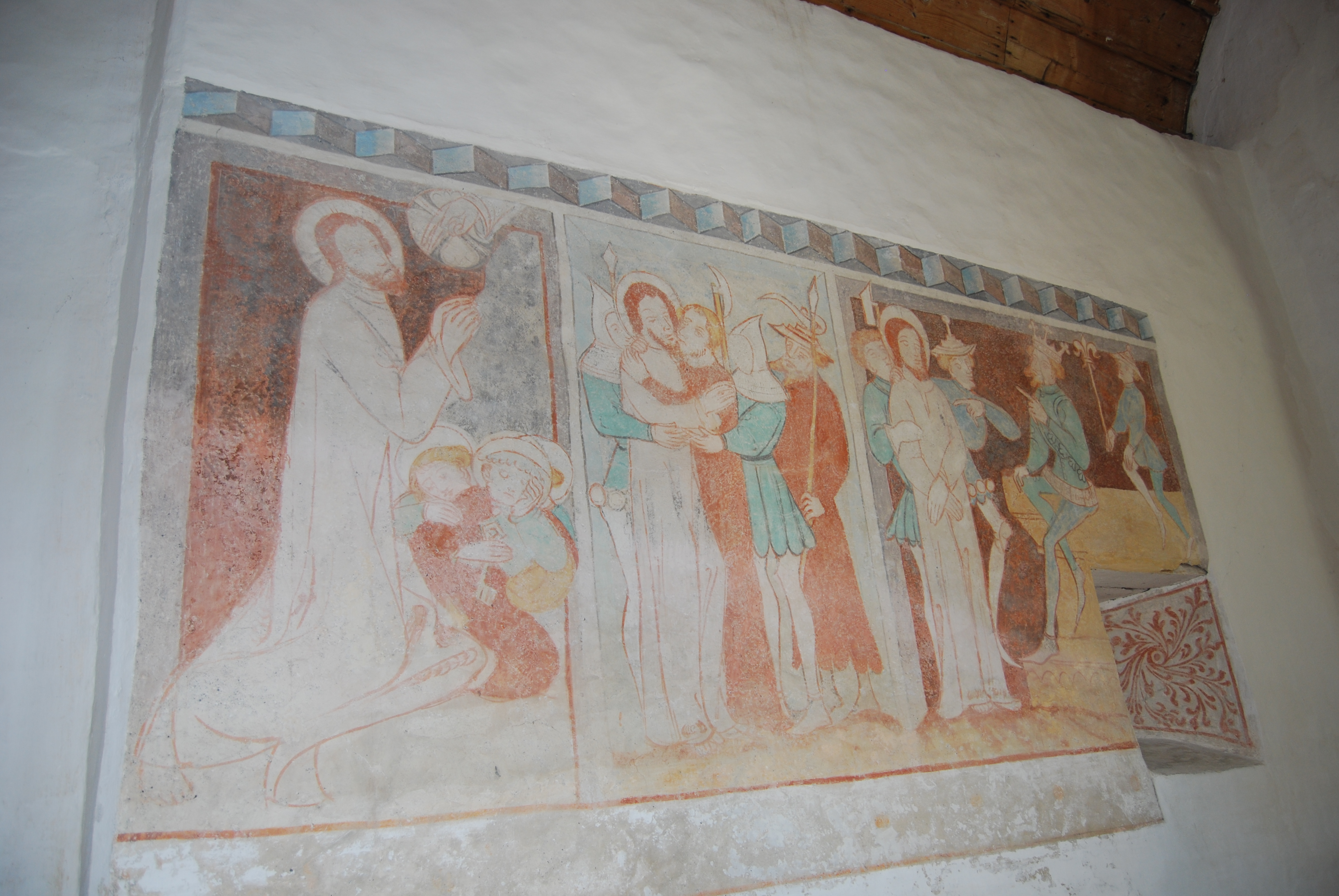
Mittelalterliche Fresken in der Kirche Waltalingen
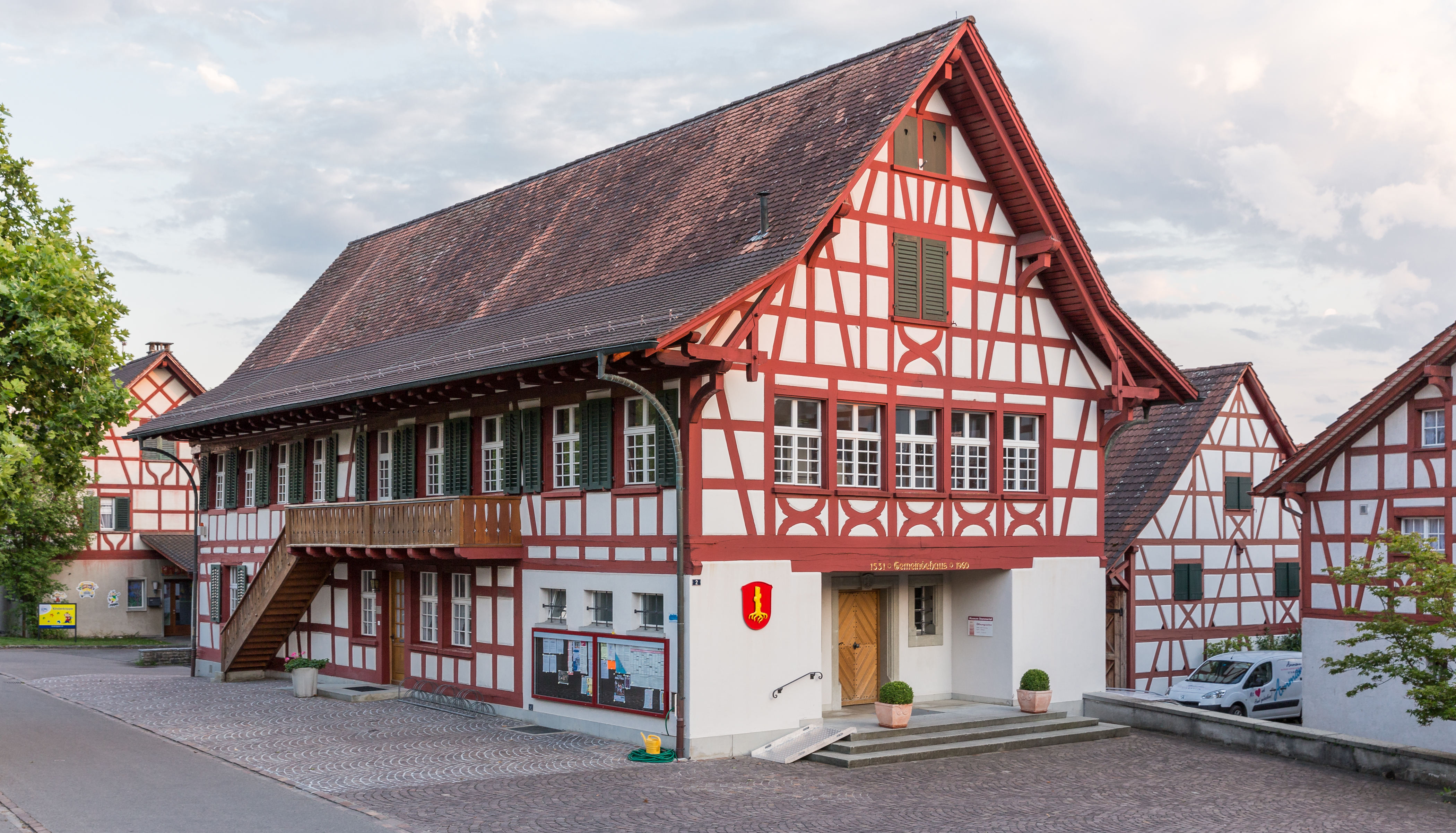
Gemeindehaus in Unterstammheim

## Verkehr

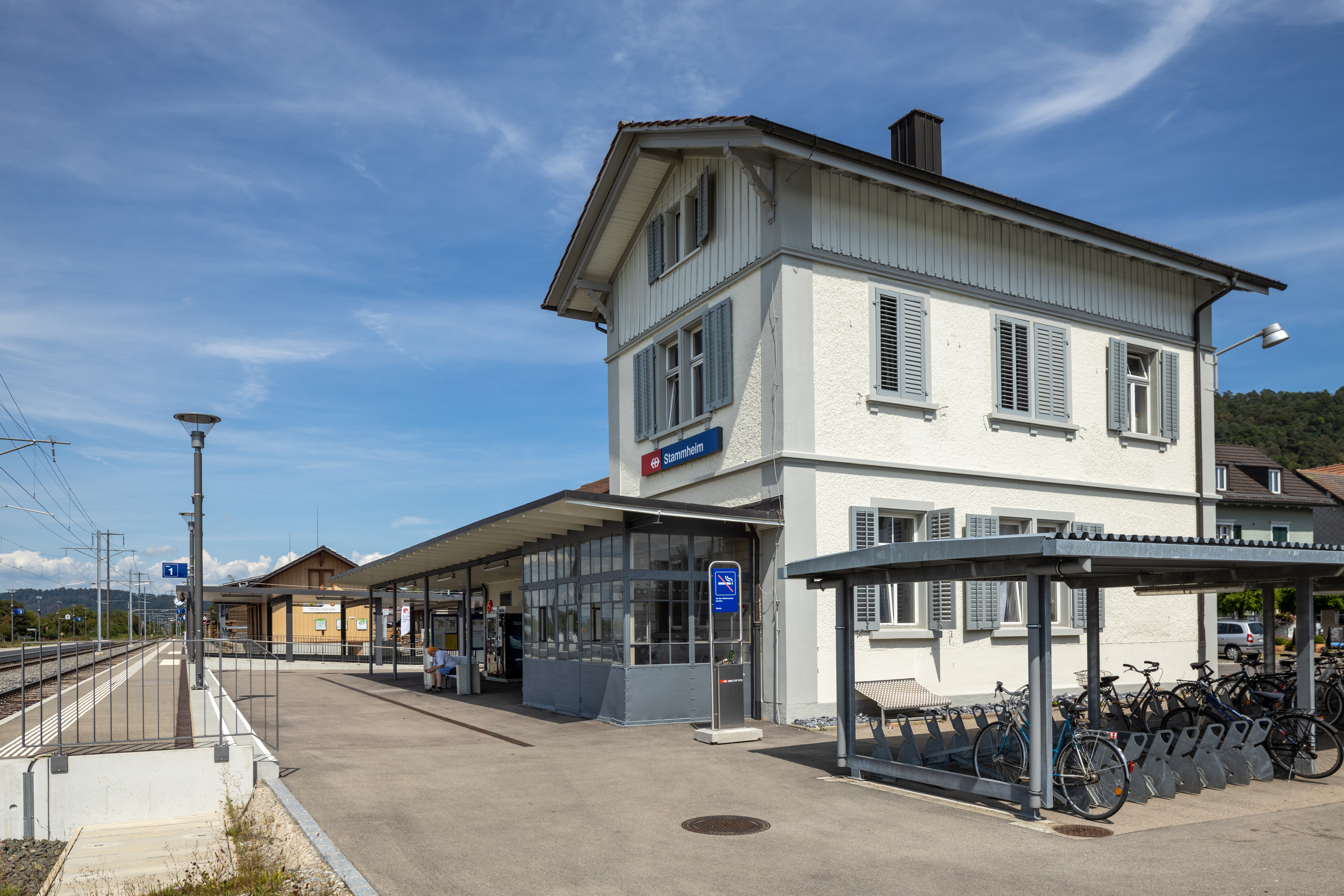
Bahnhof Stammheim

Der Bahnhof Stammheim liegt an der Bahnstrecke Winterthur – Etzwilen und wird im Halbstundentakt von der S-Bahn-Linie S 29 Winterthur – Stein a. Rhein  bedient. Die Postautolinie 605 verbindet Stammheim, Guntalingen und Waltalingen via Ossingen mit Andelfingen. Die Linie 823 verbindet Stammheim mit Diessenhofen und dem Bahnhof Frauenfeld. Die Gemeinde liegt sowohl im Gebiet des Zürcher Verkehrsverbunds als auch im Tarifgebiet von Ostwind.

## Persönlichkeiten
- Johannes Stumpf (1500–1577), Theologe, Johanniter, Kartograf, Historiker; war Pfarrer in Stammheim
- Eugen Huber (1849–1923), Politiker (FDP) und Jurist, Schöpfer des Schweizerischen Zivilgesetzbuches
- Jakob Ulrich (1856–1906), Romanist
- Oskar Farner (1884–1958), evangelischer Geistlicher, Hochschullehrer an der Universität Zürich und Zwingliforscher
- Fritz Deringer (1903–1950), Kunstmaler[11]
- Isabelle Waldberg (1911–1990), Bildhauerin
- Wolfgang Binder (1916–1986), Germanist
- Elisabeth Binder (* 1951), Schriftstellerin
- Konrad Langhart (* 1963), Politiker (bis Dezember 2019 SVP, ab März 2021 Die Mitte) und Landwirt